# Robert Lang (General)
Robert Lang (* 15. März 1921 in Berndorf, Niederösterreich; † 28. August 2010 in Wiener Neustadt) war ein Berufsoffizier des österreichischen Bundesheeres mit dem letzten Dienstgrad General. Von 1980 bis 1985 hatte er die Funktion des stellvertretenden Generaltruppeninspektors inne.

## Leben
Lang besuchte das humanistische Stiftsgymnasium Melk und wurde nach der Matura 1940 zum Arbeits- und  Wehrdienst einberufen.
Nach der Grundausbildung meldete er sich zum Regiment „Brandenburg“, das vom Amt Ausland/Abwehr zur Durchführung von Spezialeinsätzen gebildet worden war. Mit diesem nahm er am Jugoslawienfeldzug 1941 teil und war anschließend an der Ostfront eingesetzt, wo seine Truppe häufig als reguläre Infanterie verwendet wurde. Im Juli 1942 wurde er Leutnant.
Mitte 1943 auf den Balkan versetzt, war er nach der Kapitulation Rumäniens als Führer einer motorisierten Einheit an den Abwehrkämpfen im Raum Klausenburg (Cluj) beteiligt. Im November 1944 übernahm er als Oberleutnant eine gepanzerte Aufklärungsschwadron, mit der er den Rückzug durch Polen bis an die Neiße mitmachte. Das Kriegsende erlebte er, indessen zum Hauptmann befördert, im Raum Olmütz, wo er am 27. April 1945 in sowjetische Kriegsgefangenschaft geriet.
Obwohl seine Einheit an keinen illegalen Sondereinsätzen beteiligt gewesen war, wurde er zu einer langjährigen Freiheitsstrafe verurteilt und konnte erst im Juni 1955 heimkehren. Im November 1997 wurde von der Hauptmilitärstaatsanwaltschaft Moskau seine Unschuld festgestellt und er als Opfer stalinistischer Repression rehabilitiert.
Am 1. April 1956 trat er in das Bundesheer der 2. Republik ein. Er wurde zur Panzertruppenschule Hörsching versetzt und führte eine Kompanie der Panzeraufklärungsschulabteilung. Mit diesem Verband nahm er am Grenzschutzeinsatz während der ungarischen Revolution 1956 teil.
Anschließend diente er in der Panzertruppenschule Götzendorf unter Oberstleutnant Emil Spannocchi. Zusammen mit seinen Kameraden Wilhelm Kuntner, Karl Wohlgemuth und Günther Hoy wurde er zu einem engen Mitarbeiter des späteren Armeekommandanten. Gemeinsam entwickelten sie die Grundlagen für die Schaffung des ersten gepanzerten Großverbandes des neuen Bundesheeres, der 9. Panzergrenadierbrigade. Mitte 1958 übernahm Lang die Führung der Panzeraufklärungsschulabteilung. Von 1960 bis 1962 besuchte er den 3. Generalstabskurs und wurde am 18. Dezember 1962 zum Major des Generalstabs ernannt.
1963 bis 1967 diente er im Stab des Gruppenkommandos I in Wien. Im Jänner 1968 wurde er Leiter der Ausbildungsabteilung S im Bundesministerium für Landesverteidigung, die für die Sport- und Sonderausbildung im Bundesheer verantwortlich war. Von 1968 bis 1971 war er – als Oberst des Generalstabs – in Personalunion auch Kommandant der Heeressport- und Nahkampfschule. Mit deren Auf- und Ausbau schuf er die Voraussetzung für eine zielstrebige Kleinkriegsausbildung, wie sie für die damals ausgearbeitete Raumverteidigungskonzeption erforderlich war. Gleichzeitig wurde damit auch eine Institution geschaffen, aus der zahlreiche österreichische Spitzensportler hervorgegangen sind.
Aufgrund seiner Sprachkenntnisse – er sprach fließend Russisch – knüpfte er zahlreiche internationale sportliche Kontakte. Am 28. Juli 1976 wurde er Leiter des Inspektionsstabes. Mit seinen Waffen- und Fachinspektoren oblag ihm nun die Kontrolle des gesamten Ausbildungs- und Dienstbetriebs im Bundesheer. Mitte 1980 wurde er Divisionär und stellvertretender Generaltruppeninspektor. Zum General ernannt, trat er am 30. Juni 1985 in den Ruhestand.